# 波纹沟海笋
波纹沟海笋（学名：Zirfaea crispata），是海螂目鸥蛤科沟海笋属的一种。主要分布于南海、中国大陆，常栖息在潮间带下区的风化岩石上，营穿穴生活。